# Gustaf Magnus Schwartz

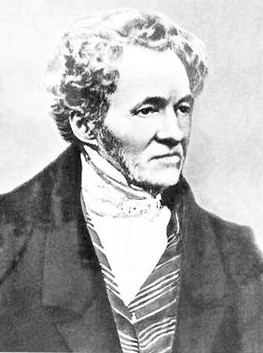
Gustaf Magnus Schwartz.

Gustaf Magnus Schwartz, född 21 augusti 1783 i Helsingfors, död 25 mars 1858 i Stockholm, en finlandssvensk, i Sverige verksam, professor, överdirektör, uppfinnare och frenolog som var initiativtagare till och den förste föreståndaren för Teknologiska institutet i Stockholm, som senare fick namnet Kungliga Tekniska högskolan.

## Biografi
Gustaf Magnus Schwartz var son till en tysk köpman i Helsingfors som dog när sonen var nio år. Schwartz blev under en vistelse i Paris änkling och gifte sig 1818 med Caroline Corbin-Durbant. Äktenskapet blev olyckligt men kunde inte upplösas då hustrun var katolik. Han levde  samman med Marie Sofie Schwartz, tidigare Birath (1819–1894), som senare författade flera romaner. Deras son Viktor Schwartz (1843–1912) blev en känd industriman. En annan son, Gustaf Albert Schwartz, blev kyrkoherde i Hudiksvall och den tredje sonen Eugen Schwartz (1847–1914) blev docent i nordiska språk och verkade därefter som skolledare.
Schwartz studerade vid Åbo universitet, tog bergsexamen 1801 och ingick från detta år i Bergskollegium, och från 1805 i Kontrollverket, som hade till uppgift att kontrollera och kontrollstämpla guld-, silver- och tennföremål, och blev 1816 dess chef med titeln överdirektör. 1809 utnämndes han till professor i fysik och teknologi vid Kungliga Vetenskapsakademien, en befattning han tycks ha haft parallellt med arbetet vid Kontrollverket, och som vid denna tid sannolikt innebar att hans verksamhet var betydligt mer inriktad på praktisk mekanik än vad man senare förknippat fysikprofessorer med. Utöver Vetenskapsakademien var han även ledamot av Lantbruksakademien och Kungliga Krigsvetenskapsakademien. 
Schwartz var en flitig uppfinnare, och många av hans uppfinningar tycks ha gällt jordbruksområdet, exempelvis en linberedningsmaskin och en inrättning för torkning av spannmål. Flera av dem blev prisbelönta, bland annat en rektifikator för brännvinsbränning som 1814 belönades med en rysk hedersgåva.

## Personlighet
Schwartz' begåvning har fått åtskilliga erkännanden. Den inte helt positivt inställde Henrik Söderbaum skriver: "Han var ett briljant huvud med omisskännliga anlag för teknisk uppfinnareverksamhet, därtill förslagen och företagsam." Som person var han dock excentrisk och kom ständigt i strid med kolleger. 1816 begav han sig till Paris på en sex månaders tjänstledighet, men kvinnoaffärer överskuggade plikterna som rektor och professor, och vistelsen kom att räcka i två år.
Tillsammans med Jöns Jacob Berzelius företog han sig under deras studietid att föranstalta ett universitet. De införskaffade ett laboratorium och började föreläsa, men snart kom polisen och beslagtog laboratoriet. Orsaken var att Schwartz hade pantsatt det. Han och Berzelius blev efterhand dödsfiender - en historia som kan följas i Söderbaums biografi över den senare. Berzelius skriver i samband med laboratorieincidenten att Schwartz var lika lysande utrustad å huvudets vägnar som bedrövligt utrustad å karaktärens.
På äldre dagar uppges Schwartz ha blivit allt mer egendomlig och isolerat sig. Han gav då sig själv skulden för de olyckor som drabbat honom. På grund av sitt förakt för den högre bildningen hade han bestämt att hans söner skulle uppfostras till hederliga hantverkare, men han dog innan han hunnit sätta sin prägel på dem.

## Teknologiska institutet

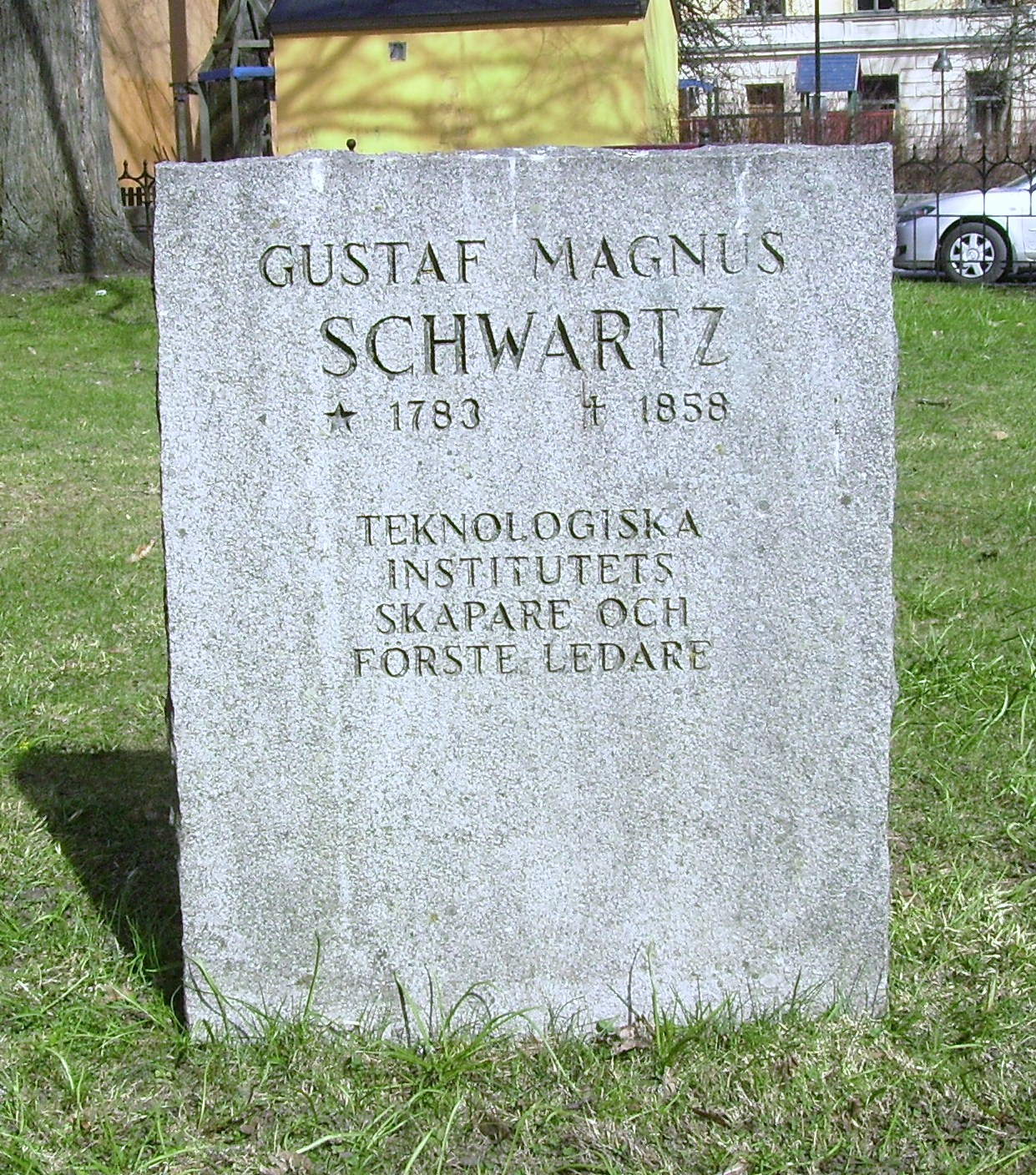
Gustaf Magnus Schwartz gravvård på Katarina kyrkogård i Stockholm.

Efter att tekniska högskolor under de första åren av 1800-talet grundats i flera europeiska länder, uppstod önskemål att grunda något liknande i Sverige. Initiativet ledde till att 1823 års riksdag antog och skickade en skrivelse till Kunglig Majestät (det vill säga regeringen, med en senare språkbruk) om att ett teknologiskt institut borde inrättas i huvudstaden. Gustaf Magnus Schwartz hade tagit fram det organisationsförslag som fanns som bilaga till riksdagens skrivelse. Schwartz föreslog att det teknologiska institutet skulle bygga på Mekaniska skolan som sedan 1798 fanns i Stockholm, men som hade betydligt mer begränsad verksamhet än de utländska förebilderna. Teknologiska institutet inrättades genom kungligt brev 18 maj 1825 med Schwartz som föreståndare (motsvarade rektor) med titeln överdirektör. Verksamheten startade 1827 med en inriktning att undervisningen skulle vara populär, praktisk och åskådlig snarare än strängt vetenskaplig.
Enligt Teknologiska institutets historiker Pontus Henriques var det i hög grad Schwartz' yrkesmässiga och vetenskapliga auktoritet samt hans självuppoffrande insats som gjorde läroanstaltens inrättande möjligt.
De första årens verksamhet vid Teknologiska institutet under Schwartz ledning kom dock inte att bli särskilt lyckosamma. Det fanns varken förkunskapskrav eller minimiålder för eleverna, vilket fick till följd att undervisningen inriktades på lägre elementärskolekurser och praktisk yrkeskunskap såsom lädergarvning och beredning av såpa. Såväl lärarkåren, bestående bland annat av en professor i fysik och en professor i kemi, som institutets styrelse ogillade detta och hamnade i långdragna konflikter med Schwartz, som vägrade att ändra institutets inriktning. 1844 tillsattes en kommitté för att få rätsida på institutet, och efter hård kritik avgick Schwartz 1845. Först därefter kom Teknologiska institutet att i mer egentlig mening bli en teknisk högskola. Schwartz efterträddes åren 1845–1848 av Joachim Åkerman, som varit professor i kemi vid Teknologiska institutet 1827–1839, men som sedan blivit föreståndare för Bergsskolan i Falun.

## Frenologi
Efter sin tid som föreståndare för Teknologiska institutet var Schwartz lidelsefullt sysselsatt med frenologi och vann status som Sveriges främste frenolog. Han grundade ett stort frenologiskt museum, som på den tiden åtnjöt anseende men med tiden fått skatta åt förgängelsen.
I samlingarna ingick inte bara gipsavgjutningar utan också äkta dödsskallar, vilket väckte samtidens undran och fasa. Det gick rykten om hur han mutade dödgrävare och snickare som skruvade fast likkistor. En memoarförfattare påstår att han av en förstahandskälla fått höra om hur Schwartz lät ett kranium, som uppgavs ha tillhört "excellensen Lagerbjelke" gå runt från hand till hand i auditoriet.
Carl Fredrik Ridderstad gav 1844 ut en rysare med titeln Frenologen som handlar om en överdirektör Mörk som har ett frenologiskt museum. Författaren gör inga ansatser att undanhålla detaljer ur Schwartz' liv, men breder på med makabra fantasier. Denne Mörk förnekar sin i armod levande son från ett tidigare äktenskap, försöker förföra bland annat sin egen dotter i samma äktenskap samt förgiftar sin hustru. Ridderstad har uppgivit att han fått flera uppmaningar att skildra "överdirektör Schwartz' diaboliska karaktär". Trots att boken (som enligt huvudpersonens sondotterson Sven Stolpe helt saknar litterära kvaliteter) publicerades under Schwartz' egen livstid följde inga rättsliga uppgörelser.